# Fluctuat nec mergitur

Герб Парижа

«Его качает, но он не тонет», также «Его бьют волны, но он не тонет», «Плавает, но не тонет» (лат. Fluctuat nec mergitur) — девиз столицы Франции Парижа. Его возникновение связывают со временами, когда официальным языком на территории современной Франции был латинский язык, а французский находился на стадии многовекового формирования. Девиз города был установлен на основании указа от 24 ноября 1853 года, принятого бароном Османом, префектом департамента Сена (1853—1870). Он помещён в нижнюю часть герба Парижа, где в его современном варианте центральным символом выступает серебристый парусный корабль, плывущий по волнам. Такая эмблематика связана с тем, что через город ещё со времён римского владычества проходило несколько торговых путей. В старину переправой через реку Сену заправляло товарищество корабельщиков, чьи доходы были важной статьёй благосостояния города. Во фразу вкладывался тот смысл, что «парижский корабль, хоть и подвержен бурям, невзгодам, но стойко стоит на волнах — Fluctuat nec mergitur». Современный девиз фиксируется с некоторыми вариациями на печатях столичных торговцев с XV века и вплоть до эпохи Великой Французской революции. Так, более пространная фраза Fluctuat at nunquvam mergitur, была преобразована в более лаконичную — Fluctuat nec mergitur. Затем этот девиз на непродолжительное время был заменён на промонархический — «Один бог, один король, единая вера, единый закон». В генеалогических источниках середины XVIII века девиз фигурирует в устоявшейся впоследствии форме.
Во второй половине XIX века журналист Максим Дюкан в своей работе «Париж, его органы, отправления и жизнь во второй половине XIX века» (Paris, ses organes, ses fonctions et sa vie dans la seconde moitié du XIXe siècle), отмечая центральное значение города в стране по сравнению с провинцией, писал: «Очень мудрые люди считали, что было бы неразумно запирать всю моральную силу Франции в городе, слишком склонном к сотрясениям. Эта мера существенно не изменила существование Парижа: подобно судну, которое создаёт своё говорящие оружие, его качает, но он ещё не затонул. Возможно, мы сможем уменьшить политическое и административное значение Парижа, но будет очень трудно уменьшить его моральное значение». В культуре девиз был популяризован благодаря песне Жоржа Брассенса «Прежде всего — друзья» (Les Copains d’abord), где есть такие стихи: «Девиз „качайся, но держись“ // Не раз спасал матросам жизнь…». После терактов 13 ноября 2015 года девиз приобрёл новое звучание, став символом сопротивления и стойкости горожан. Латинская фраза появилась на многочисленных граффити, различных публичных носителях. Лозунг был поддержан городскими властями, в частности мэром Парижа Анн Идальго.